# Korporation Internationaler Danträger
Die Korporation Internationaler Danträger e.V. (KID) ist eine Vereinigung von ausgewählten Jiu-Jitsu-Lehrern und Meistern. Sie ist eine direkte Dachorganisation des Deutschen Jiu Jitsu Bundes e.V. (DJJB) mit der Aufgabe, diesen in der Richtung und Idee seiner Begründer wachsen zu lassen und dadurch die japanische Selbstverteidigung Jiu Jitsu in Deutschland zu verbreiten und zu pflegen.

## Geschichte
Die Korporation Internationaler Danträger e.V. wurde am 7. Mai 1972 unter der kampfkunst-technischen und geistigen Führung des Großmeisters Hans-Gert Niederstein (Ehrentitel Hanshi, 10. Dan Jiu Jitsu, 2. Dan Judo) und seiner Freunde ins Leben gerufen.
H.-G. Niederstein wurde erster Präsident und blieb es bis zu seinem Tode im Jahre 1985. Testamentarisch bestimmte er Dieter Lösgen als seinen Nachfolger auf Lebenszeit. Dieter Lösgen (Ehrentitel Hanshi, 10. Dan Jiu Jitsu, 1. Dan Judo) war bis 2018 Präsident der KID und des DJJB. D. Lösgen übergab aus Altersgründen die Führung der KID an Josef Djakovic und wurde im gleichen Rahmen zum Ehrenpräsidenten ernannt. Seit Januar 2018 ist Josef Djakovic (Ehrentitel Hanshi, 9. Dan Jiu Jitsu, 2. Dan Jiudo) Präsident der KID und des DJJB.

### Präsidenten
- Hans-Gert Niederstein (1972 – 1985)
- Dieter Lösgen (1985 – 2018)
- Josef Djakovic (2018 – heute)

## Struktur
Die Mitglieder der KID sind fachkompetente Lehrer (Sensei), welche die Kampfkunst Jiu Jitsu – sowohl ihre technische Seite, als auch die geistigen Werte – gemäß dem Ehrenkodex Bushidō vermitteln und gemeinsam die Jiu-Jitsu-Schulen und -Vereine in Deutschland in die gleiche Richtung abstimmen.
Die Korporation Internationaler Danträger ist dem DJJB übergeordnet und weist diesen in allen fachsportlichen Entscheidungen an. Die KID ist frei von parteipolitischen, konfessionellen, religiösen oder rassistischen Tendenzen und all ihre Mitglieder und Funktionsträger arbeiten ehrenamtlich.
In die KID kann nur aufgenommen werden, wer von einem Mitglied vorgeschlagen und vom Präsidenten angenommen wird.
Es werden Lehrgänge und Seminare für Kyū-Grade (Schülergrade) und Dan-Träger (Meistergrade) durch die KID ausgeschrieben und durch Lehrer der KID geleitet und durchgeführt. Auch das Prüfungswesen, die Graduierungen und die Prüfungsordnung im DJJB ist durch die KID ausgearbeitet.
Dadurch wird eine ständige Ausbildung (Lehrgänge, Seminare, Prüfungen…) der Schüler und Lehrer möglich, die dem Verband hervorragende technische Leistungen und einen pädagogisch reifen Lehrernachwuchs sicherstellt.

### Vorstand
- Ehrenpräsident: Dieter Lösgen (Ehrentitel Hanshi, 10. Dan Jiu Jitsu und 1. Dan Judo[1])
- Präsident: Josef Djakovic (Ehrentitel Hanshi, 9. Dan Jiu Jitsu und 2. Dan Jiudo[2])
- Vorsitzender: Denis Heinrich (4. Dan Jiu Jitsu[3])
- Stellvertretender Vorsitzender: Harald Westrich (Ehrentitel Renshi, 7. Dan Jiu Jitsu[4])
- Schatzmeister: Frank Reichelt (Ehrentitel Renshi, 6. Dan Jiu Jitsu[5])

## Bedeutung der Kanji
Die Kanji 国際有段者協会 auf dem Wappen der Korporation Internationaler Danträger haben folgende Bedeutung und Aussprache:
- die Kanji 国際 werden Kokusai gesprochen und haben die Bedeutung „international“,
- die Kanji 有段者 werden Yūdansha gesprochen und haben die Bedeutung „Danträger“ und
- die Kanji 協会 werden Kyōkai gesprochen und haben die Bedeutung „Korporation“.

Japanisch wird Korporation Internationaler Danträger also „Kokusai Yūdansha Kyōkai“ gelesen.